# Hípica als Jocs Olímpics d'estiu de 1964
Als Jocs Olímpics d'Estiu de 1964 celebrats a la ciutat de Tòquio (Japó) es disputaren cinc proves d'hípica: doma clàssica, concurs complet i salts, tant en categoria individual com per equips. La competició es desenvolupà entre els dies 16 i 24 d'octubre de 1964 als centres eqüestres de Baji Koen i Karuizawa.
Hi participaren un total de 116 genets, 103 homes i 13 dones, de 20 comitès nacionals diferents.

## Resum de medalles
| Prova                                | Or | Argent | Bronze                                                                                               |
| Doma clàssica individual Detalls     | Henri Chammartin amb Wörmann                                                                           | Harry Boldt amb Remus                                                                                          | Sergei Filatov amb Absent                                                                            |
| Doma clàssica per equips Detalls     | AlemanyaHarry Boldt amb Remus · Reiner Klimke amb Dux · Josef Neckermann amb Antoinette                | SuïssaHenri Chammartin amb Wörmann · Gustav Fischer amb Wald · Marianne Gossweiler amb Stephan                 | Unió SovièticaSergi Filatov amb Absent · Ivan Kizimov amb Ikhor · Ivan Kalita amb Moar               |
| Concurs complet individual Detalls   | Mauro Checcoli amb Surbean                                                                             | Carlos Moratorio amb Chalan                                                                                    | Fritz Ligges amb Donkosak                                                                            |
| Concurs complet per equips Detalls   | ItàliaMauro Checcoli · amb Surbean · Paolo Angioni amb King · Giuseppe Ravano amb Royal Love           | Estats UnitsMichael Page amb Grasshopper · Kevin Freeman amb Gallopade · John Plumb amb Bold Minstrel          | AlemanyaFritz Ligges amb Donkosak · Horst Karsten amb Condora · Gerhard Schulz amb Balza X           |
| Salts d'obstacles individual Detalls | Pere Jonqueres d'Oriola amb Lutteur B                                                                  | Hermann Schridde amb Dozent II                                                                                 | Peter Robeson amb Firecrest                                                                          |
| Salts d'obstacles per equips Detalls | AlemanyaHermann Schridde amb Dozent II · Kurt Jarasinski amb Torro · Hans Günter Winkler amb Fidelitas | FrançaPere Jonqueres d'Oriola amb Lutteur B · Janou Lefèbvre amb Kenavo D · Guy Lefrant amb Monsieur de Littry | ItàliaPiero D'Inzeo amb Sun Beam · Raimondo D'Inzeo amb Posillipo · Graziano Mancinelli amb Rockette |

## Medaller
| Posició | País           | Or | Argent | Bronze | Total |
| 1       | Alemanya       | 2  | 2      | 2      | 6     |
| 2       | Itàlia         | 2  | 0      | 1      | 3     |
| 3       | França         | 1  | 1      | 0      | 2     |
| 3       | Suïssa         | 1  | 1      | 0      | 2     |
| 5       | Argentina      | 0  | 1      | 0      | 1     |
| 5       | Estats Units   | 0  | 1      | 0      | 1     |
| 7       | Unió Soviètica | 0  | 0      | 2      | 2     |
| 8       | Regne Unit     | 0  | 0      | 1      | 1     |